# Uroczyste posiedzenie Senatu
Uroczyste posiedzenie Senatu – rodzaj posiedzenia Senatu zwoływanego w szczególnych okolicznościach, np. w celu uczczenia rocznicy jakiegoś wydarzenia. W praktyce okresu III Rzeczypospolitej, są to najczęściej rocznice związane z funkcjonowaniem samego Senatu. Regulamin Senatu nie wyróżnia takich posiedzenia, stąd prowadzone są one na ogólnych zasadach. Podobnie jak każde inne posiedzenie, zwołuje je i mu przewodniczy Marszałek Senatu (art. 8 ust, 1 pkt 5 i 7 Regulaminu), zaś z jego przebiegu sporządza się protokół oraz sprawozdanie stenograficzne (ar. 39 ust. 1 Regulaminu). 

## Uroczyste posiedzenia Senatu

### II Rzeczpospolita
| Data              | [ 1 ] | [ 2 ] | Charakterystyka posiedzenia                                            | Przewodniczący        |
| ----------------- | ----- | ----- | ---------------------------------------------------------------------- | --------------------- |
| 21 grudnia 1922   | I     | 5     | Uczczenie pamięci prezydenta Narutowicza.                              | Wojciech Trąmpczyński |
| 10 listopada 1928 | II    | 7     | Uczczenie dziesięciolecia odzyskanej Niepodległości Państwa Polskiego. | Julian Szymański      |
| 6 czerwca 1935    | III   | 79    | Hołd Senatu ś.p. Marszałkowi Józefowi Piłsudskiemu.                    | Władysław Raczkiewicz |

### III Rzeczpospolita
| Data              | [ 1 ] | [ 2 ] | Charakterystyka Posiedzenia | Przewodniczący/ Przewodnicząca |
| ----------------- | ----- | ----- | --- | ------------------------------ |
| 28 listopada 1992 | II    | 28    | Uroczyste posiedzenie w 70. rocznicę pierwszego posiedzenia Senatu II Rzeczypospolitej. Przemówienia Alicji Grześkowiak i Andrzeja Stelmachowskiego. Odczytanie przez Szefa Kancelarii Prezydenta Janusza Ziółkowskiego listu od prezydenta Lecha Wałęsy. Dekoracja Andrzeja Stelmachowskiego Krzyżem Wielkim Orderu Odrodzenia Polski | August Chełkowski              |
| 3 lipca 1999      | IV    | 39    | Uroczyste posiedzenie w 10. rocznicę pierwszego posiedzenia Senatu III Rzeczypospolitej. Przemówienia Aleksandra Kwaśniewskiego, Macieja Płażyńskiego, Jerzego Buzka i Andrzeja Stelmachowskiego. | Alicja Grześkowiak             |
| 12 kwietnia 2000  | IV    | 54    | Posiedzenie w celu oddania uroczystego hołdu ofiarom Zbrodni Katyńskiej. Przemówienie Jerzego Buzka i 13 senatorów. Podjęcie uchwały. | Alicja Grześkowiak             |
| 26 kwietnia 2000  | IV    | 56    | Posiedzenie w celu uczczenia tysiąclecia Zjazdu Gnieźnieńskiego. Przemówienie kard. Józefa Glempa. Podjęcie uchwały. | Alicja Grześkowiak             |
| 25 czerwca 2004   | V     | 65    | Posiedzenie w 15-lecie pierwszego posiedzenia odrodzonego Senatu. Odczytanie przez Szefową Kancelarii Prezydenta Jolantę Szymanek-Deresz posłania prezydenta Aleksandra Kwaśniewskiego. Przemówienia Józefa Oleksego i Marka Belki. | Longin Pastusiak               |
| 3 lipca 2009      | VII   | 37    | Uroczyste posiedzenie w 20. rocznicę pierwszego posiedzenia Senatu III Rzeczypospolitej. Odczytanie przez Szefa Kancelarii Prezydenta Piotra Kownackiego listu od prezydenta Lecha Kaczyńskiego. Przemówienia Aleksandra Kwaśniewskiego, Ryszarda Kaczrowskiego, Alicji Grześkowiak i Longina Pastusiaka.                              | Bogdan Borusewicz              |
| 28 listopada 2012 | VIII  | 21    | Uroczyste posiedzenie z okazji 90. rocznicę pierwszego posiedzenia Senatu II Rzeczypospolitej. Przemówienia Ewy Kopacz, Longina Pastusiaka, Jerzego Buzka oraz 2 senatorów. Podjęcie uchwały. | Bogdan Borusewicz              |
| 4 lipca 2014      | VIII  | 58    | Uroczyste posiedzenie z okazji jubileuszu dwudziestopięciolecia odrodzonego Senatu. Przemówienia Bronisława Komorowskiego, Ewy Kopacz, Andrzeja Wielowieyskiego i Jana Marii Jackowskiego. | Bogdan Borusewicz              |
| 4 czerwca 2019    | IX    | 80    | Uroczyste posiedzenie zwołane dla uczczenia 30. rocznicy pierwszych wolnych wyborów do Senatu. Przemówienia Andrzeja Dudy, Marka Kuchcińskiego i Mateusza Morawieckiego. | Stanisław Karczewski           |
| 28 listopada 2022 | X     | 53    | Uroczyste posiedzenie w 100. rocznicę pierwszego posiedzenia Senatu II Rzeczypospolitej. Przemówienia Andrzeja Dudy, Elżbiety Witek, Bronisława Komorowskiego i Jerzego Buzka. | Tomasz Grodzki                 |
| 4 lipca 2024      | XI    | 15    | Uroczyste posiedzenie z okazji 35-lecia odrodzonego Senatu. Przemówienia Andrzeja Dudy i Szymona Hołownii. Podjęcie uchwały. | Małgorzata Kidawa-Błońska      |

Posiedzenie w 2009 r. odbyło się w Sali Posiedzeń Sejmu, posiedzenie w 2019 r. – w Sali Kolumnowej, zaś pozostałe uroczyste posiedzenia – w Sali Obrad Senatu.
Szczególny charakter, miała niewątpliwe część 58. posiedzenia I kadencji (3 października 1991 r.), podczas której wygłosiła przemówienie Margaret Thatcher. Była premier brytyjska, odmówiła wystąpienia przed Sejmem X kadencji.